# Gens Aponia
La gens Aponia fue una familia romana durante la última República y el siglo I del Imperio. La gens se conoce solo por unos pocos individuos.

## Miembros
- Quinto Aponio, uno de los comandantes de Cayo Trebonio, lugarteniente de César en Hispania.[2]
- Cayo Aponio Mutilo, aparentemente confundido con Cayo Papio Mutilo, un líder samnita durante la Guerra Social, en la historia de Diodoro Sículo.[1][3]
- Marco Aponio Saturnino, gobernador de Mesia a la muerte de Nerón, primero abrazó la causa de Vitelio, pero lo abandonó por Vespasiano.[4]